# Stazione di Orange
La stazione di Orange (Gare d'Orange in francese) è una stazione ferroviaria posta lungo la linea Parigi-Marsiglia a servizio della città di Orange, nel dipartimento delle Vaucluse. È servita da TGV e dal TER PACA (Treno regionale della PACA).

## Storia
Fu aperta al traffico il 29 giugno 1854 dalla Compagnie du chemin de fer de Lyon à la Méditerranée. Negli anni sessanta del'900 il fabbricato originario fu abbattuto e rimpiazzato da quello attuale.